# Canacea
Genre
Canacea est un genre d'insectes diptères brachycères de la famille des Canacidae.

## Liste d'espèces
Selon Catalogue of Life (27 févr. 2013) :
- Canacea aldrichi ;
- Canacea currani ;
- Canacea macateei ;
- Canacea snodgrasii.

Selon ITIS (27 févr. 2013) :
- Canacea aldrichi (Cresson, 1936) ;
- Canacea macateei Malloch, 1924.